# Antully
Antully är en kommun i departementet Saône-et-Loire i regionen Bourgogne-Franche-Comté i östra Frankrike. Kommunen ligger i kantonen Autun-Sud som tillhör arrondissementet Autun. År 2022 hade Antully 816 invånare.

## Befolkningsutveckling
Antalet invånare i kommunen Antully
| Referens: INSEE |